# Притулок, або Тіо-тіо-тінкс
«Притулок, або Тіо-тіо-тінкс» («Прибежище, или Тио-тио-тинкс») — радянський художній фільм 1983 року, знятий режисером Ігорем Апасяном.

## Сюжет
Дипломна робота Ігоря Апасяна. До дитячого будинку приходить молодий учитель і захоплює важких підлітків постановкою п'єси Арістофана «Птахи».

## У ролях
- Олексій Волков — педагог дитячого будинку

## Знімальна група
- Режисер-постановник: Ігор Апасян
- Сценаристи: Ігор Апасян, Борис Юхананов
- Композитор: Євген Крилатов
- Художник-постановник: Михайло Безчастнов